# Slick Idiot
Slick Idiot ist eine deutsche Band, die 1999 gegründet wurde.

## Werdegang
Die Gruppe Slick Idiot wurde von den ehemaligen KMFDM-Mitgliedern Günter Schulz und En Esch nach der Auflösung von KMFDM im Jahre 1999 gegründet. Bevor sie den Bandnamen Slick Idiot annahmen, leisteten En Esch und Günter Schulz einen Beitrag (das Stück „Terrible Lie“) zum Nine-Inch-Nails-Coveralbum Covered in Nails 2: A Tribute to Nine Inch Nails (Cleopatra Records). 
Nachdem das erste Slick-Idiot-Album DickNity für den Online-Verkauf im bandeigenen Webshop veröffentlicht wurde, begab sich Slick Idiot, mit den zum Live-Setup gehörenden Mitgliedern Mel Fuher und Schlagzeuger bzw. Programmierer Michael J. Carrasquillo 2002 auf ihre erste US-Tour „High Life for Low Lives“. Das Album Dicknity wurde von  Cleopatra Records lizenziert und mit einem Bonus-Remix von Christoph Schneider von Rammstein versehen. Im Jahr 2003 waren Esch und Schulz, beide ebenfalls Mitglieder der Industrial-Rock-Band Pigface, Teil des Setups der Pigface-Tour „United II“. Im Oktober 2004 wurde das Album Screwtinized online auf dem eigenen Label iTCHY Records über die Slick-Idiot-Webseite veröffentlicht. En Esch bereiste 2005 wieder die USA als Teil des Setups der Pigface-„Free-for-All“-Tour, während Günter Schulz sich seinem eigenen Projekt SCHULZ mit Sänger Jeff Borden widmete. Das resultierende Album What Apology erschien kurz darauf. 
Im Jahr 2006 absolvierte Slick Idiot eine weitere US-Tour namens „xSCREWciating Tour“, als Support war More Machine than Man dabei. Auf dieser Tour wurden die neuen Live-Mitglieder Gregg Ziemba (Schlagzeug) und Victoria Levy (Vocals) vorgestellt.
Zur 2008 in Österreich und in der Schweiz stattfindenden Fußball-Europameisterschaft nahm Slick Idiot eine Coverversion des  Titels „Wien, Du Stadt meiner Träume“ (Rudolf Sieczynski) auf. Das Lied wurde am 12. Mai 2008 als Download veröffentlicht. 
2009 unternahm die Gruppe eine weitere US-Tour mit dem Titel „In the Flesh“ mit nahezu 50 Auftritten in 2 Monaten. Das dritte Studioalbum Sucksess wurde am 4. September kurz vor Beginn der Tour auf iTCHY Records veröffentlicht.
Am 29. Mai 2010 startete die „Sucksess 2010 USA Tour“ in Phoenix, Arizona. Esch und Schulz wurden von Schlagzeuger Gregg Ziemba und Sängerin Erica Dilanjian begleitet. Die Tour war eine Split/Double Feature Tour mit Mona Mur, mit der En Esch ein eigenständiges Projekt ins Leben gerufen hat.

## Diskografie

### Studioalben
- 2001: DickNity
- 2004: Screwtinized
- 2009: S U C K S E S S

### Remixalben
- 2003: ReDickUlous
- 2006: xSCREWciating

### Singles und weitere Veröffentlichungen
- 2008: Wien – The Single (Download)